# Stufenbarren

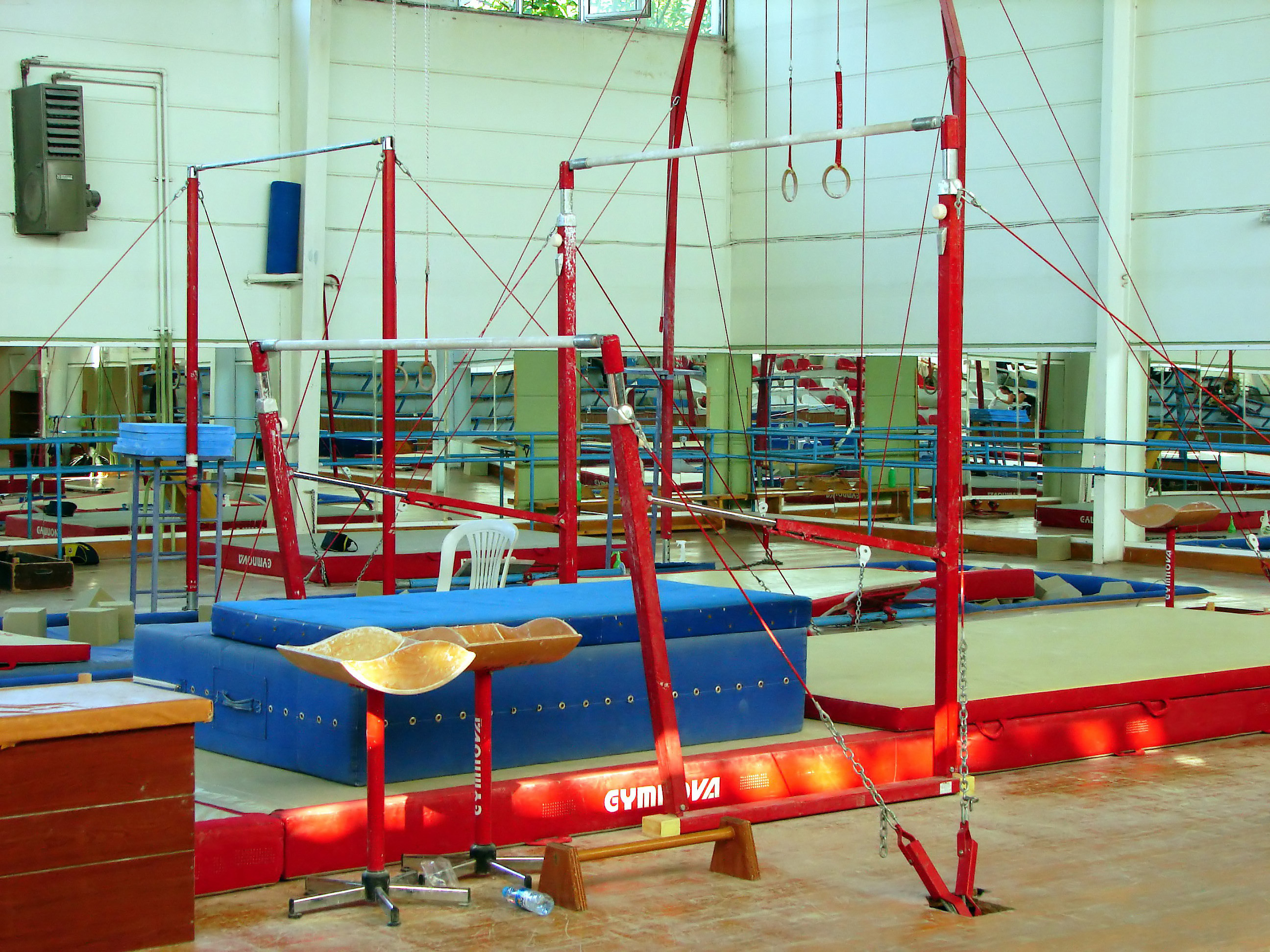
Stufenbarren

Ein Stufenbarren ist ein Barren mit verschieden hohen Holmen. Das Kunstturngerät hat nach dem Code de Pointage eine Höhe von 166 cm für den niedrigeren und 246 cm für den höheren der beiden Holme, ab Boden gemessen inklusive 20 cm Matten. Auf Anfrage darf das Gerät noch 5 cm erhöht werden. Die Holme sind rund bei einem Durchmesser von 3,9 cm. Der Abstand dieser zueinander ist zwischen 100 cm und 180 cm.
Stufenbarren ist eine Gerätedisziplin im Turnen der Frauen, er ist auch Teil des Gerätturnen-Mehrkampfes. Die Vorführungen der Frauen am Stufenbarren ähneln dem Reckturnen der Männer.
Zum Schutz vor Hautblasen und zum besseren Halt tragen die Turner an den Händen vielfach Turnriemchen.

## Geschichte
Der Stufenbarren wurde erstmals 1830 durch den Spanier Francisco Amorós in seinem Lehrbuch Manuel d’éducation physique, gymnastique et morale schriftlich erwähnt. Es dauerte allerdings über 100 Jahre, bis die ungleich hohe Anordnung der Barrenholme als Wettkampfdisziplin 1934 bei den Turn-Weltmeisterschaften der Frauen in Budapest eingeführt wurde. Bei den Olympischen Spielen 1936 turnten die Frauen die Pflichtübungen noch am Männerbarren, in der Kür durften sie zwischen beiden Barrenformen wählen. Auch bei den Weltmeisterschaften 1950 hatte sich der Stufenbarren noch nicht vollständig durchgesetzt: Die Turnerinnen hatten die Wahl zwischen Stufenbarren und Ringen. 1952 wurde der Stufenbarren bei den Olympischen Sommerspielen in Helsinki zum ersten Mal als vollwertiges Wettkampfgerät ausgeschrieben.
Der Abstand der Holme wurde mehrfach verändert. Betrug er am Anfang zwischen 43 und 45 cm, ist er inzwischen auf 100 bis 180 cm angewachsen. Auch die Form der Holme hat sich verändert: Waren sie früher oval, sind sie inzwischen rund mit einem Durchmesser von 3,9 cm.

## Bewertung

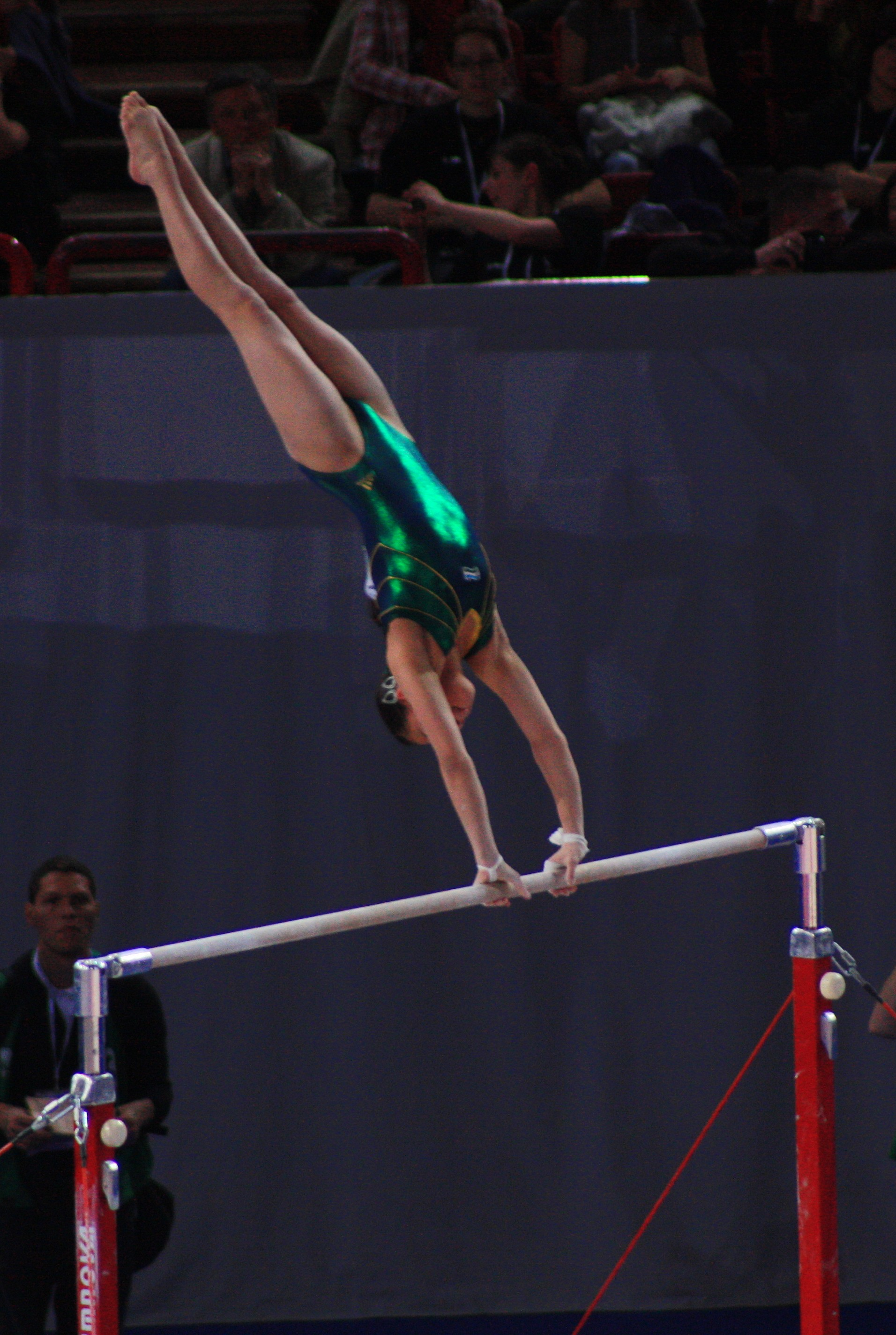
Turnerin am Stufenbarren

Die Übung wird ab dem Absprung vom Sprungbrett bzw. der Matte bewertet. In die Wertung fließen die acht schwierigsten gezeigten Elemente inklusive Abgang ein. Die Übung soll dabei aus den nachfolgenden Bewertungskategorien zusammengestellt werden:
- Schwünge und Umschwünge
  - Riesenfelgen vorwärts/rückwärts
  - Schwünge und freie Felgen
  - Bückumschwünge vorwärts/rückwärts
  - Stalderschwünge vorwärts/rückwärts
- Flugteile
  - vom unteren zum oberen Holm (und umgekehrt)
  - Salti
  - Hechtelemente
  - Sprünge
  - Konterelemente über den Holm

Für die Kompositionsanforderungen werden maximal 2,5 Punkte vergeben. Der Verbindungswert kann für direkte Verbindungen vergeben werden und fließt in die D-Note ein. Die Verbindung von D- (Flug vom oberen zum unteren Holm) und C-Elementen bzw. D- und D-Elementen wird mit 0,1 Punkten gewertet, für die Verbindung von D- und E-Elementen und von D- (Flug vom unteren zum oberen Holm oder Flug am selben Holm) und C-Elementen erhalten die Turnerinnen 0,2 Punkte.

## Olympiasiegerinnen am Stufenbarren

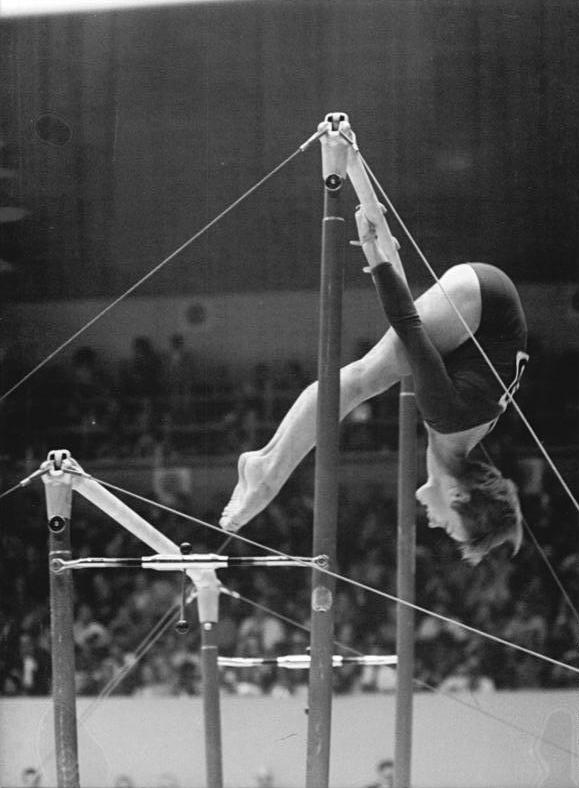
Karin Janz am Stufenbarren

- 1952:  Margit Korondi
- 1956:  Ágnes Keleti
- 1960:  Polina Astachowa
- 1964:  Polina Astachowa
- 1968:  Věra Čáslavská
- 1972:  Karin Janz
- 1976:  Nadia Comăneci
- 1980:  Maxi Gnauck
- 1984:  Julianne McNamara  und  Ma Yanhong
- 1988:  Daniela Silivaș
- 1992:  Lu Li
- 1996:  Swetlana Chorkina
- 2000:  Swetlana Chorkina
- 2004:  Émilie Le Pennec
- 2008:  He Kexin
- 2012:  Alija Mustafina
- 2016:  Alija Mustafina
- 2021:  Nina Derwael
- 2024:  Kaylia Nemour

## Weltmeisterinnen am Stufenbarren
- 1950:  Ann-Sofi Pettersson-Colling und  Gertrude Kolar (turnte an Schaukelringen, nicht am Stufenbarren)
- 1954:  Ágnes Keleti
- 1958:  Larissa Latynina
- 1962:  Irina Perwuschina
- 1966:  Natalia Kutschinskaja
- 1970:  Karin Janz
- 1974:  Annelore Zinke
- 1978:  Marcia Frederick
- 1979:  Ma Yanhong und  Maxi Gnauck
- 1981:  Maxi Gnauck
- 1983:  Maxi Gnauck
- 1985:  Gabriele Fähnrich
- 1987:  Daniela Silivaș und  Dörte Thümmler
- 1989:  Di Fan und  Daniela Silivaș
- 1991:  Kim Gwang-suk
- 1992:  Lavinia Miloșovici
- 1993:  Lavinia Miloșovici
- 1994:  Li Luo
- 1995:  Swetlana Chorkina
- 1996:  Swetlana Chorkina und  Alena Piskun
- 1997:  Swetlana Chorkina
- 1999:  Swetlana Chorkina
- 2001:  Swetlana Chorkina
- 2002:  Courtney Kupets
- 2003:  Chellsie Memmel und  Hollie Vise
- 2005:  Anastasia Liukin
- 2006:  Elizabeth Tweddle
- 2007:  Xenija Semjonowa
- 2009:  He Kexin
- 2010:  Elizabeth Tweddle
- 2011:  Wiktorija Komowa
- 2013:  Huang Huidan
- 2014:  Jinnan Yao
- 2015:  Madison Kocian,  Wiktorija Komowa,  Darja Spiridonowa,  Fan Yilin
- 2017:  Fan Yilin
- 2018:  Nina Derwael
- 2019:  Nina Derwael
- 2021:  Wei Xiaoyuan
- 2022:  Wei Xiaoyuan
- 2023:  Qiu Qiyuan